# Grantia transgrediens
Grantia transgrediens är en svampdjursart som beskrevs av Brøndsted 1931. Grantia transgrediens ingår i släktet Grantia och familjen Grantiidae. Inga underarter finns listade i Catalogue of Life.